# Porphyrogenes
Porphyrogenes là một chi bướm ngày thuộc họ Bướm nâu.